# Coleosoma blandum

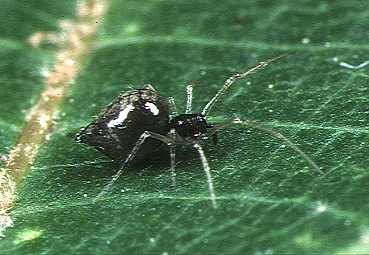
Vrouwtje

Coleosoma blandum là một loài nhện trong họ Theridiidae.
Loài này thuộc chi Coleosoma. Coleosoma blandum được Octavius Pickard-Cambridge miêu tả năm 1882.